# Ален Боске
Але́н Боске́ (фр. Alain Bosquet; 28 березня 1919, Одеса — 8 березня 1998, Париж) — письменник (Франція). Ім'я при народженні — Анатолій Біск.

## Біографія
Еміграція для родини поета-символіста Олександра Біска — батька майбутнього письменника Алена Боске, почалася з Болгарії (Варна). 1925 року Біски перебралися до Брюсселя, де майбутній письменник пішов до школи. 1938 — почав навчатися у Вільному університеті Брюсселю, співпрацював з періодичними виданнями. З початком Другої світової війни Ален Боске спочатку служив у бельгійській армії, а після її капітуляції перед нацистською Німеччиною перейшов до французьких Збройних сил. 1942 року — в США, де редагував журнал «Вільна Франція» та «Голос Франції», познайомився з європейськими письменниками-емігрантами Морісом Метерлінком, Жулем Роменом та Томасом Манном. 1944 року Ален Боске став учасником висадки американських військ у Нормандії (Франція) під командуванням Д. Ейзенхауера. 1945 — працював у Контрольній Раді в Берліні. 1951 — повернувся до Парижа й продовжував навчання в Сорбонні. 1959 — читав лекції з французької літератури в різних американських університетах, редагував збірники поезії, працював журналістом. 1968 року Брассанс був відзначений Великою премією Французької академії за поезію. 1980 — став громадянином Франції. 1987 — був обраним до Бельгійської Королівської академії французької мови та літератури, став членом Академії літератури Квебеку (Канада), був обраним президентом Академії Малларме.
Ален Боске писав про себе як про письменника так: «Я — кома, а ви вгадайте, у якому тексті». Письменник — автор численних видань, зокрема, «Поеми, дві» (1970—1974), «Народне слово» (1970), «Сонети кінця століття» (1981, 1982), «День після життя» (1984, 1988), «Страждання Господні» (1988, 1988, 1991), «Листування 1942—1975» — 117 листів Сен-Жон Перса та Алена Боске (2004).